# Zakuczyna
Zakuczyna (także Zakluczyna) – część miejscowości Cergowa, znajdująca się na południu wsi. Ma zabudowę typową dla ulicówek.
Po zachodniej stronie Zakuczyny płynie rzeka Jasiołka, która oddziela Cergowę od Lipowicy.
Część Zakuczyny znajduje się na terenie „Rezerwatu Tysiąclecia na Cergowej”. W rezerwacie znajduje się Złota Studzienka św. Jana z Dukli.

## Szlaki turystyczne
- Dukla – Cergowa (716 m n.p.m.) – Zawadka Rymanowska – Piotruś (728 m n.p.m.) – Stasiane[5]